# تاکه‌شی فوکوناگا
تاکه‌شی فوکوناگا (انگلیسی: Takeshi Fukunaga؛ زادهٔ ۱۰ سپتامبر ۱۹۸۲) کارگردان فیلم، و فیلم‌نامه‌نویس اهل ژاپن است.
اولین فیلم بلند او، خارج از دست من (۲۰۱۵) برای اولین بار در بخش پانوراما در شصت و پنجمین جشنواره بین المللی فیلم برلین به نمایش درآمد و برنده جایزه داستانی ایالات متحده در جشنواره فیلم لس آنجلس ۲۰۱۵ شد. او برنده جایزه فیلمساز نوظهور جورج سی. لین در جشنواره فیلم آسیایی سن دیگو در سال ۲۰۱۵ شد.
این فیلم بعداً در سراسر جهان منتشر شد. تاکشی در سال ۲۰۱۶ نامزد جایزه جان کاساوتیس شد. او در سال ۲۰۱۷ برای ساخت دومین فیلم بلند خود از سوی سینه فونداسیون در جشنواره فیلم کن انتخاب شد.